# Kalif Raymond

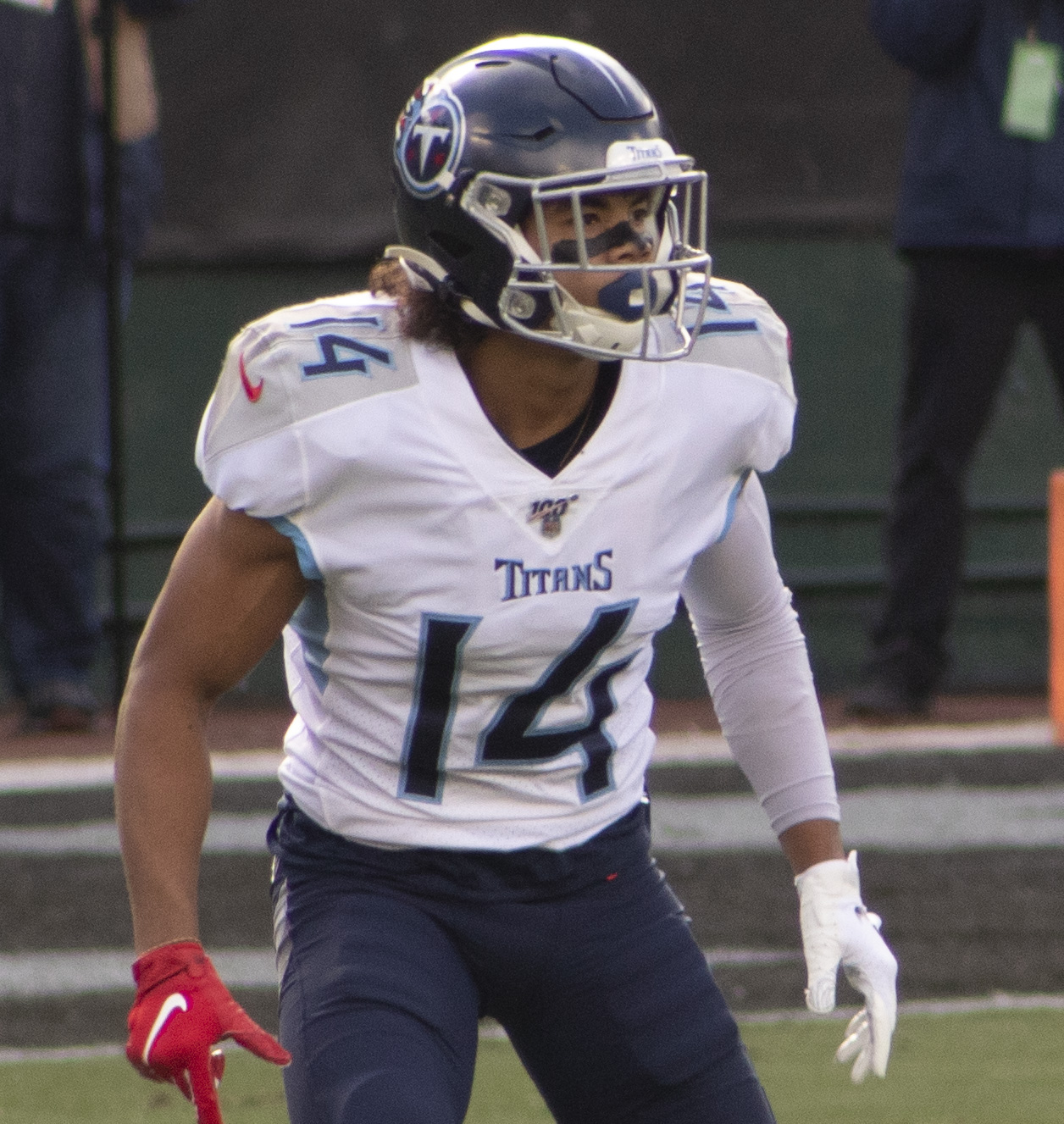
Kalif Raymond 2019.

Kalif Raymond, född 8 augusti 1994 i Lawrenceville i Georgia, är en amerikansk utövare av amerikansk fotboll. Han spelar sedan 2021 för Detroit Lions i NFL. Han spelade 2016 för Denver Broncos, 2017 för New York Jets och New York Giants samt 2018–2020 för Tennessee Titans.
Raymond spelade collegefotboll vid College of the Holy Cross.